# Raffaele Scorzoni
Raffaele Augusto Giuseppe Scorzoni (* 28. April 1902 in Bologna; † 8. Juli 1975 ebenda) war ein italienischer Fußballschiedsrichter und -funktionär.

## Werdegang
Scorzoni begann 1921 mit der Schiedsrichterei. Am 13. April 1930 pfiff er mit der Partie der US Pro Vercelli gegen die US Triestina (6:0) zum ersten Mal in der Serie A. Bis 1943 leitete er insgesamt 241 Partien in Italiens höchster Spielklasse. 1938 wurde er mit dem Premio Giovanni Mauro als bester Schiedsrichter der abgelaufenen Serie-A-Saison ausgezeichnet.
An der Fußball-Weltmeisterschaft 1934 im eigenen Land nahm Raffaele Scorzoni als Linienrichter teil. Er assistierte am 27. Mai zusammen mit Giuseppe Scarpi dem belgischen Schiedsrichter John Langenus im Achtelfinale Tschechoslowakei gegen Rumänien, das die Tschechoslowaken im Stadio del Littorio von Triest mit 2:1 gewannen.
Als Schiedsrichter war Scorzoni auf internationaler Ebene zwischen 1936 und 1941 aktiv. Im August 1936 leitete er eine Partie bei den Olympischen Sommerspielen in Berlin. Das von ihm gepfiffene Achtelfinale Polen gegen Ungarn im Poststadion endete 3:0 für die Polen. Zudem war er im Achtelfinale Deutschland gegen Luxemburg (9:0), das vom Ungarn Pál von Hertzka geleitet wurde, neben Giuseppe Scarpi als Linienrichter tätig.
Am 15. Juni 1941 pfiff Scorzoni im Stadio Pierluigi Penzo in Venedig das Wiederholungsspiel im Finale um die Coppa Italia 1940/41, in dem sich die AC Venedig mit einem 1:0-Sieg gegen die AS Rom den Sieg im Italienischen Pokal sicherte.
Nach der Wiederaufnahme des regulären Ligabetriebes in Italien, der am Ende der Saison 1942/43 wegen des Zweiten Weltkrieges eingestellt worden war, war Scorzoni 1945/46 nochmals auf höchstem nationalen Niveau als Schiedsrichter aktiv. Danach war er in zahlreichen Positionen als Funktionär tätig – unter anderem zwischen 1954 und 1959 als Präsident der Sektion Bologna der Associazione Italiana Arbitri (AIA).
Raffaele Scorzoni starb im Juli 1975 im Alter von 73 Jahren in seiner Heimatstadt Bologna.